# Robert Millar
Robert Millar (Paisley, Escócia, 12 de maio de 1890 — Staten Island, 22 de fevereiro de 1967) foi um futebolista e treinador de futebol norte-americano de origem escocesa. Ele dirigiu os Estados Unidos na Copa do Mundo de 1930, sediada no Uruguai. Seus comandados terminaram na terceira colocação dentre os treze participantes.